# Hujowa Górka
Hujowa Górka war eine Hinrichtungsstätte während der deutschen Besetzung Polens im Zweiten Weltkrieg. Sie lag direkt südlich des Konzentrationslagers Plaszow in Płaszów, einem Vorort südöstlich von Krakau.
Der Name „Hujowa Górka“, „Hujarowa Górka“ oder „Chujowa Górka“ oder „Kozia Górka“ wurde durch die Häftlinge geprägt, es ist eine Kombination aus einem polnischen Schimpfwort mit einer Ähnlichkeit zum Nachnamen von Albert Hujar und dem Wort für Hügel polnisch górka. Hujar (* 20. November 1915) war ein SS-Hauptscharführer in den Konzentrationslagern in Stutthof und in Plaszow – bei den Häftlingen war er aufgrund seiner Brutalität sehr gefürchtet.

## Geschichte
Ursprünglich befand sich auf dem Gebiet eine österreichische Festung aus der zweiten Hälfte des 19. Jahrhunderts, als um Krakau ein Befestigungssystem gebaut wurde. In den 1930er-Jahren wurde die Festung abgerissen, zurück blieb eine große sechseckige Grube mit einem Umfang von bis zu 50 Metern und einer Tiefe von bis zu 5 Metern, die später als Massengrab genutzt wurde. Ab Sommer 1943 fanden hier systematisch Massenerschießungen statt, überwiegend zu Opfern wurden hier jüdische Gefangene aus dem Ghetto Krakau, der Stadt Bochnia und dem Gefängnis Montelupich. Die Opfer wurden in vorbereitete Gräber geworfen, mit Kalk bestreut und mit Erde bedeckt. Im Dezember 1943 begann man, die Leichen auf offenem Feuer zu verbrennen, um Platz für weitere Opfer zu schaffen. Als die Grube im Februar 1944 gefüllt war, wurden die Hinrichtungen auf einen nahegelegenen Hügel, genannt „C Dołek“, verlagert. Im Sommer 1944, als die Rote Armee näher rückte, befahl die SS, die Spuren der Verbrechen zu beseitigen. Leichen wurden exhumiert, verbrannt und die Asche im Lager verstreut; dieses Verbrechen wird im Film Schindlers Liste nachgestellt.

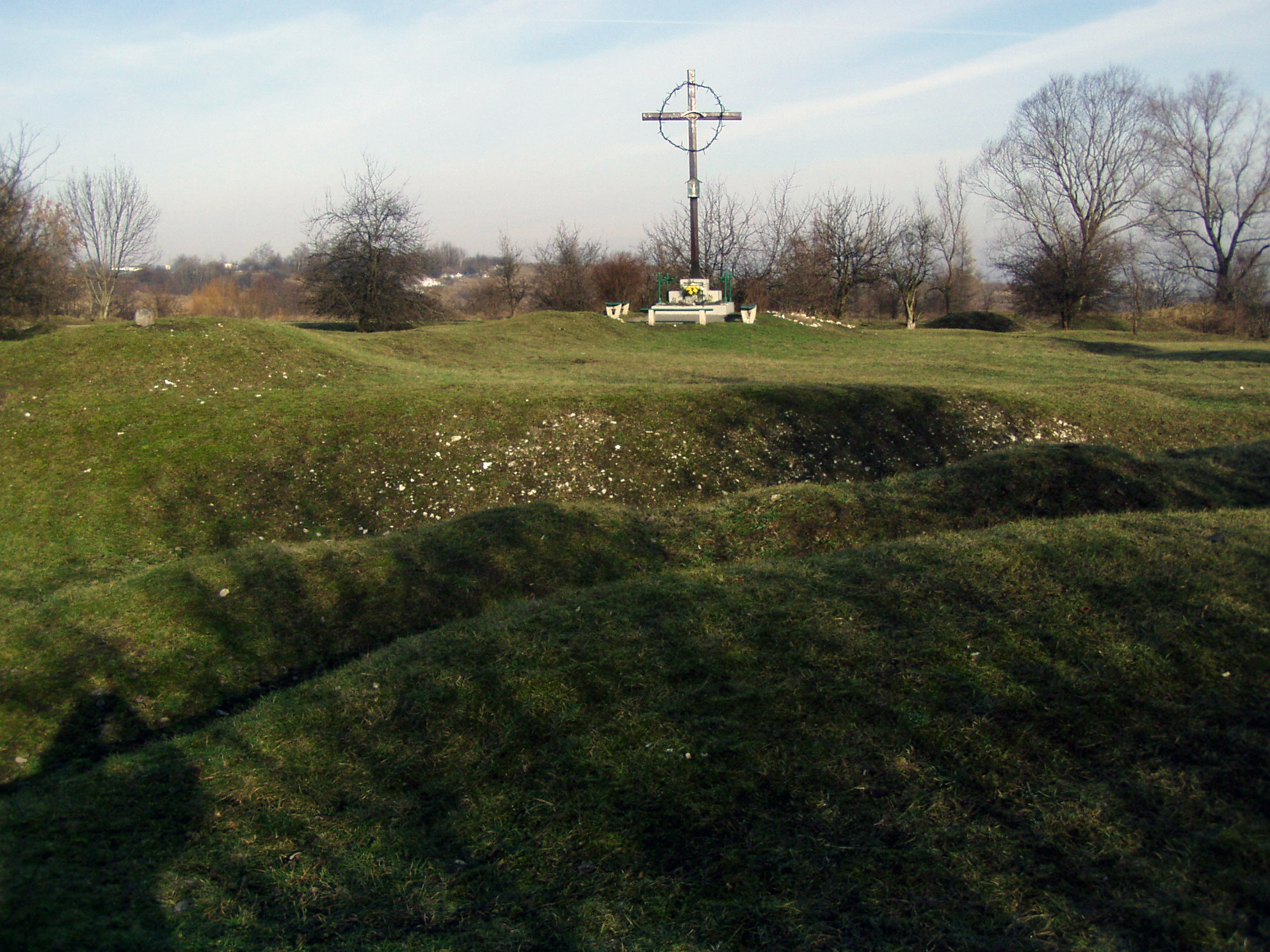
Das Holzdenkmal

Nach dem Krieg wurde an der Stelle ein Holzkreuz errichtet, das heute als Mahnmal für den Ort gilt. Hujowa Górka ist ein Symbol für die Gräueltaten der Nationalsozialisten und erinnert an die Tausende unschuldigen Opfer.